# Sonatina per a flauta i piano (Sancan)
La sonatina per a flauta i piano de Pierre Sancan és una obra amb finalitat didàctica publicada l'any 1946. Sancan, compositor i aleshores director del departament al Conservatori de Paris, va concebre l'obra com a peça de graduació per als estudiants. Des del punt de vista estilístic, destaquen les infuències de Caplet i Ibert, també es fa palès un component impressionista provinent de Debussy, especialment des del punt de vista harmònic, així i com també hi trobem tècniques compositives contemporànies. Aquesta obra és actualment la més coneguda i interpretada del compositor.

## Estructura
L'obra consta de tres moviments:
- I. Moderato[3]
- II. Andante Espressivo[4]
- III. Anime[5]